# Märwil
Märwil ist ehemalige Ortsgemeinde und eine Ortschaft der Gemeinde Affeltrangen im Bezirk Weinfelden des Kantons Thurgau in der Schweiz.
Die Ortsgemeinde gehörte von 1816 bis 1994 zur ehemaligen Munizipalgemeinde Affeltrangen. Am 1. Januar 1995 fusionierte die Ortsgemeinde Märwil im Rahmen der thurgauischen Gemeindereform zur politischen Gemeinde Affeltrangen.

## Geographie
Das Dorf Märwil liegt im oberen Lauchetal. Zur Ortsgemeinde Dorf gehörten auch die Weiler Breite, Ghürst, Himmenreich und Langnau.

## Geschichte

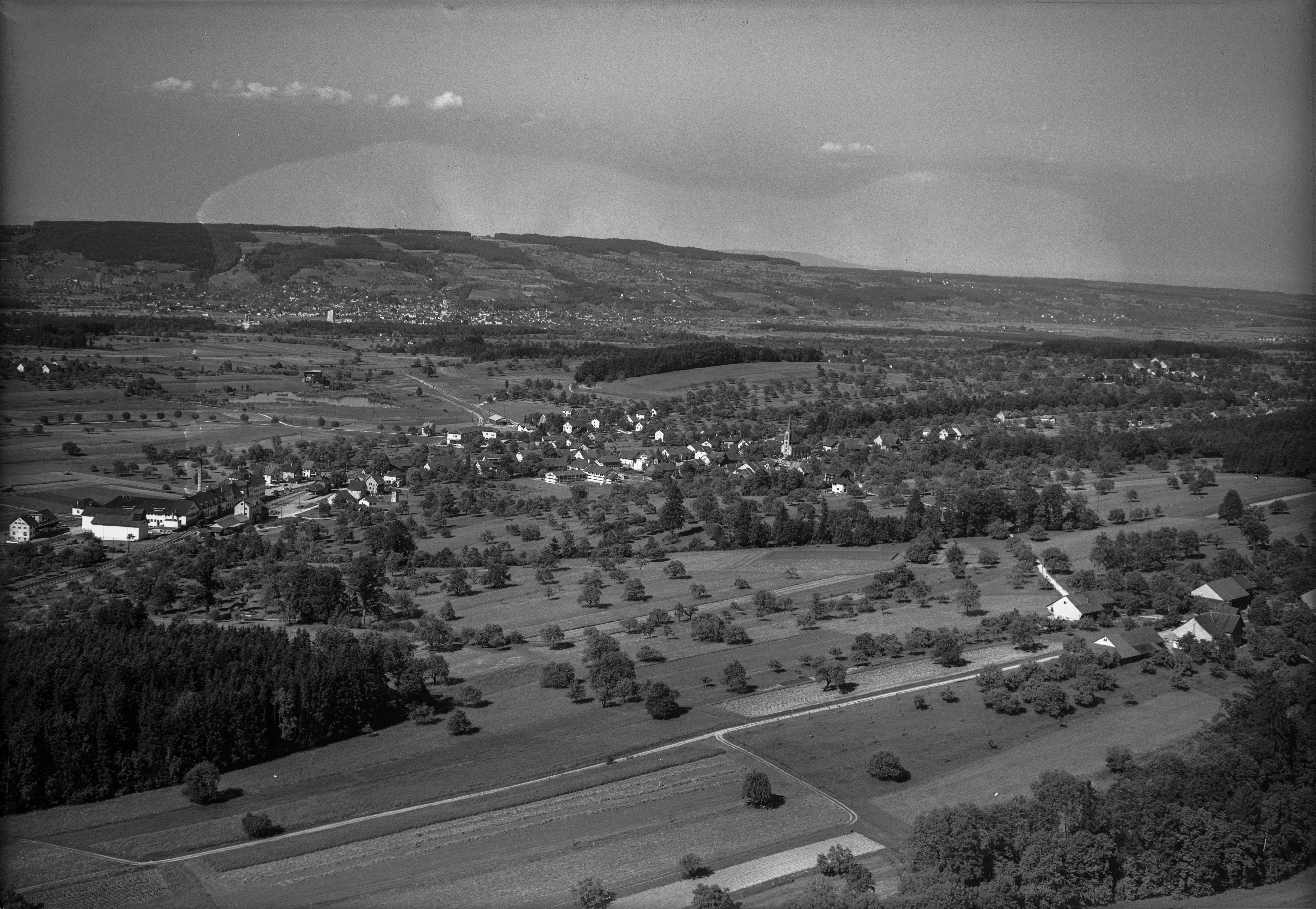
Märwil im Jahr 1950. Im Hintergrund Weinfelden und Ottenberg

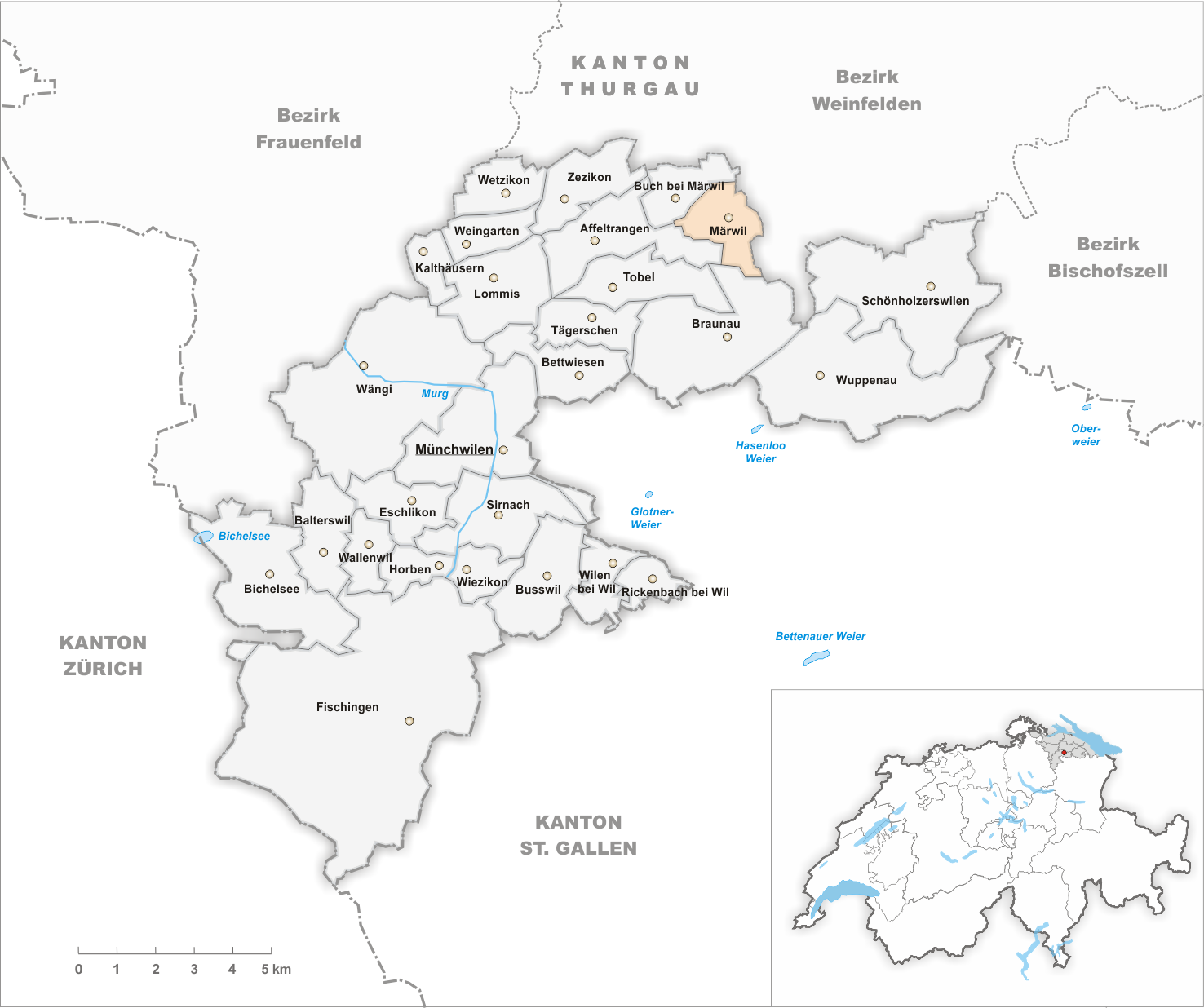
Gemeindestand vor der Fusion im Jahr 1995

Märwil wurde 827 als Marinwilare erstmals urkundlich erwähnt. Im 9. Jahrhundert erhielt das Kloster St. Gallen Grundbesitz in Märwil, vor 1178 auch St. Johann im Thurtal. 1228 waren hier die Toggenburger begütert, dann geriet Märwil unter den Einfluss der Komturei Tobel, zu deren Gerichtsherrschaft es 1489 bis 1798 ganz gehörte. Bis 1819 bildeten Märwil und Buch bei Märwil die sogenannte Hauptgemeinde Märwil, die für Bürgerrecht, Löschwesen und Beamte zuständig war. Die Güter blieben jedoch getrennt.
Märwil war schon 1216 Pfarrei. Das Patrozinium Georg und Maria Magdalena ist 1520 erwähnt. 1275 überliess Diethelm IV. von Toggenburg den Kirchensatz Tobel. Nach der Reformation 1529 wurde Märwil 1569 Filiale der reformierten Kirche Affeltrangen. 1713 verzichteten die Katholiken auf die Kirche, die Teilung des Kirchenguts erfolgte jedoch erst 1807.
Ursprünglich erfolgte Kornbau in drei Zelgen. Zudem besassen die Märwiler eine Allmende und zeitweise wurde Torf abgebaut, letztmals von 1939 bis 1945. In der zweiten Hälfte des 19. Jahrhunderts erfolgte der Übergang zu Feldgrasbau, im Ersten Weltkrieg die Korrektion der Lauche und eine Güterzusammenlegung. 1870 bis 1914 war die Heimstickerei verbreitet. 1911 erhielt Märwil eine Station der Mittelthurgaubahn. 1911 bis 2003 war in Märwil eine Mosterei, seit 1930 eine Käsehandlung und von 1948 bis 1981 eine Schuhfabrik.

## Bevölkerung
| Jahr         | 1850  | 1900  | 1950  | 1970  | 1990  | 2000  | 2010  | 2018                   | 2023                   |
| ------------ | ----- | ----- | ----- | ----- | ----- | ----- | ----- | ---------------------- | ---------------------- |
| Ortsgemeinde | 357   | 274   | 461   | 579   | 622   |       |       |                        |                        |
| Ortschaft    |       |       |       |       |       | 680   | 779   | 1089 (mit Aussenhöfen) | 1245 (mit Aussenhöfen) |
| Quelle       | [ 3 ] | [ 3 ] | [ 3 ] | [ 3 ] | [ 3 ] | [ 5 ] | [ 6 ] | [ 2 ]                  | [ 7 ]                  |

Von den insgesamt 1245 Einwohnern der Ortschaft Märwil am 31. Dezember 2023 waren 251 bzw. 20,2 % ausländische Staatsbürger. 428 (34,4 %) waren evangelisch-reformiert und 322 (25,9 %) römisch-katholisch.

## Schulen

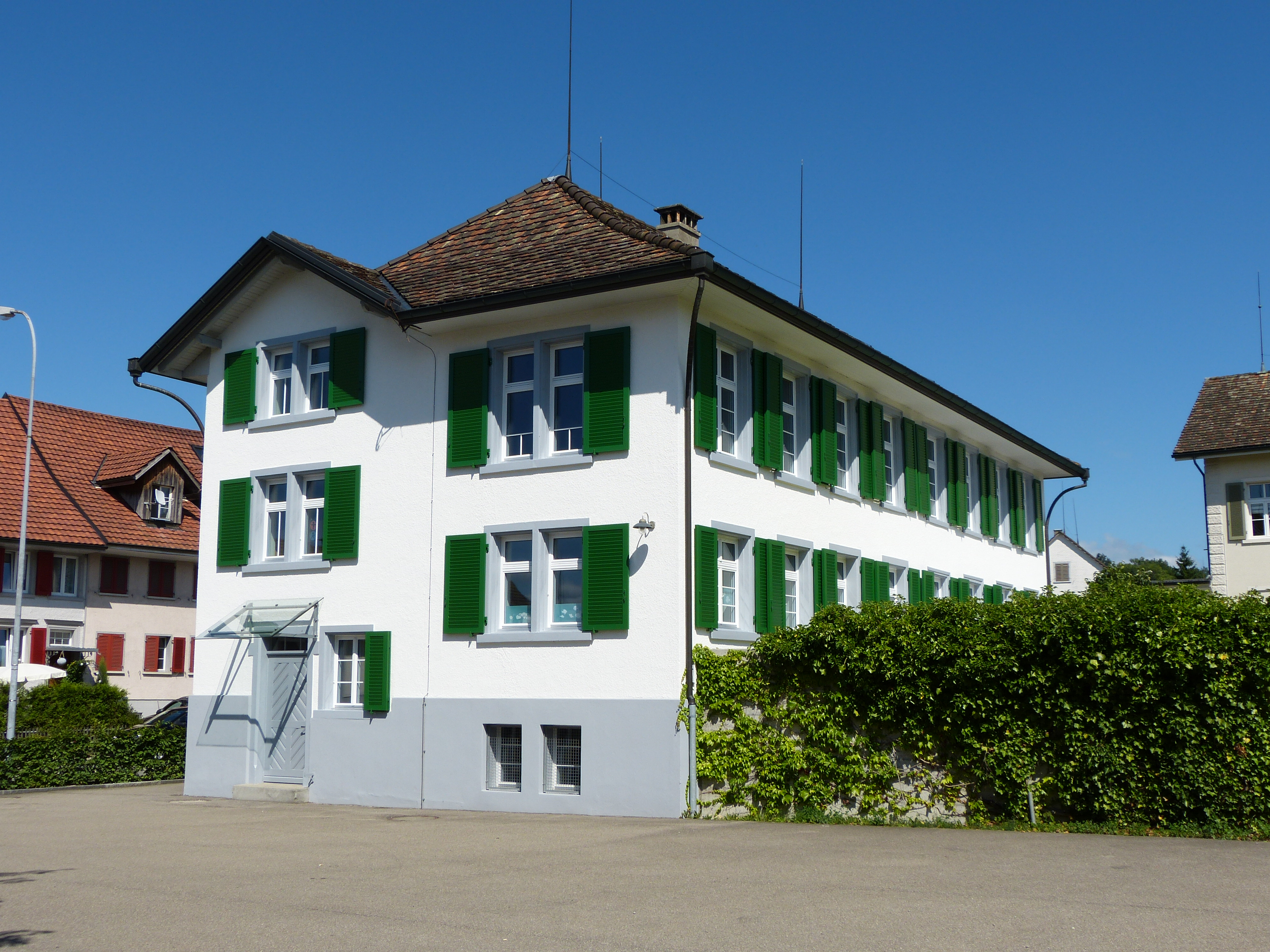
Altes Schulhaus

Die Primarschüler besuchen die Schulen in Affeltrangen, Zezikon (Primarschulgemeinde Lauchetal) und Märwil (Primarschulgemeinde Regio Märwil). Die Sekundarschule in Affeltrangen und das Schulhaus in Tobel bilden den Sekundarschulkreis Affeltrangen. An beiden Orten wurden 1999 neue Schulbauten eingeweiht.

## Kirchen
Märwil hat eine evangelische Kirche, die vom gleichen Pfarrer betreut wird wie Affeltrangen. Die Katholiken gehören zur Kirchgemeinde Tobel.

## Verkehr

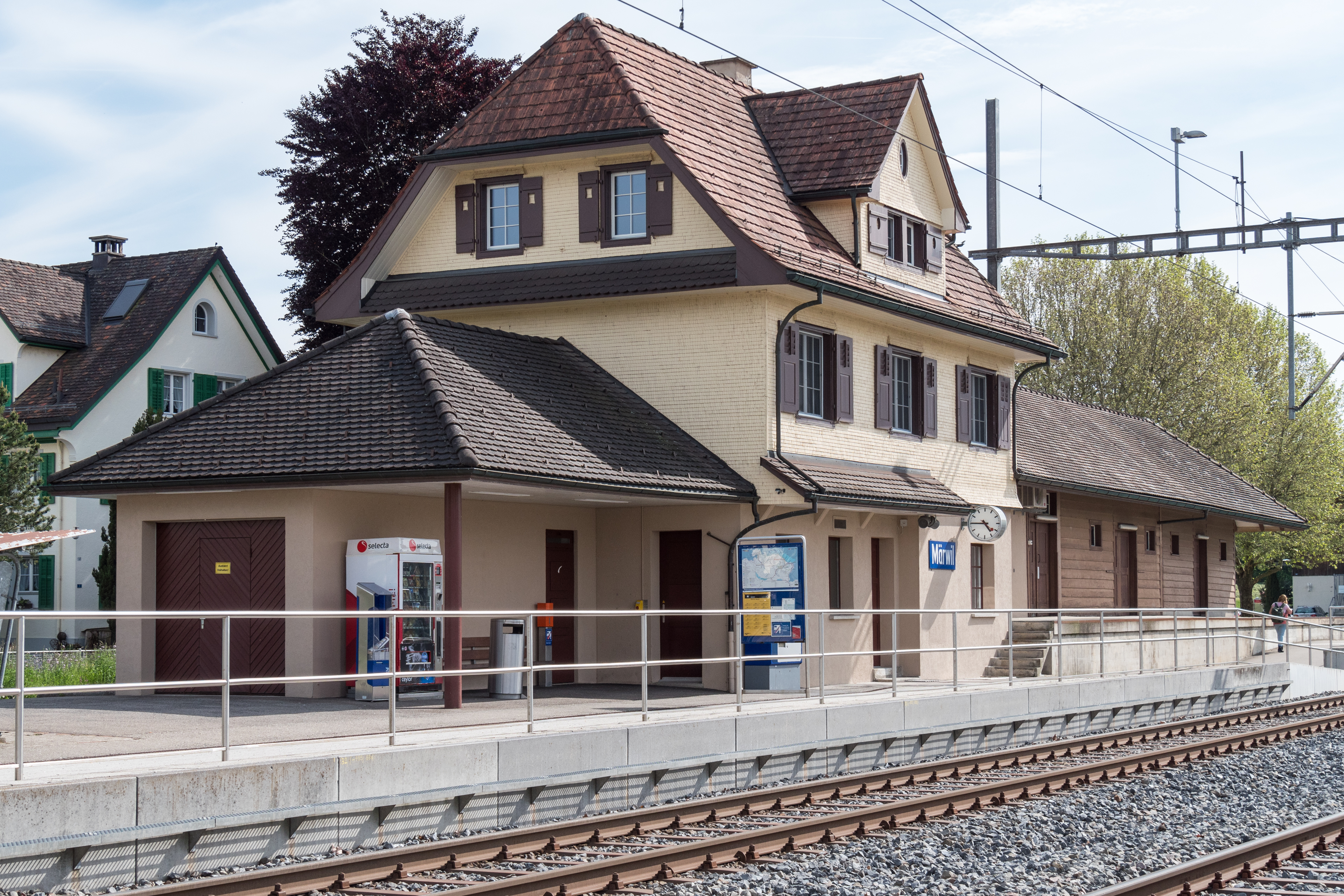
Bahnhof Märwil

Das Dorf ist über die Thurbo-Bahnlinie mit der Station Märwil mit den Schnellzugsstationen Wil (SG) und Weinfelden gut erreichbar. Die Autobahn A1 ist über die Einfahrt Matzingen und die Autobahn A7 über die Einfahrt Bonau innerhalb von 15 Minuten zugänglich.

## Freizeit
In Märwil und Affeltrangen sind verschiedene Riegen der Turnvereine, die Schützengesellschaft, die Brass Band, der Gemischte Chor und die Trachtengruppe Lauchetal aktiv. Den Höhepunkt des Vereinslebens bilden die jährlichen Abendunterhaltungen und das Waldfest im Sommer.
Die Schulen, verschiedene kirchliche Organisationen und der Landfrauenverein bieten regelmässig kulturelle Veranstaltungen oder Fortbildungskurse an. Die ländliche Gegend ermöglicht Wandern und Fahrradfahrern auf verschiedenen Wegen abseits der Hauptstrassen.

## Sehenswürdigkeiten
Die reformierte Kirche und das alte Schulhaus sind in der Liste der Kulturgüter in Affeltrangen aufgeführt.

## Bilder

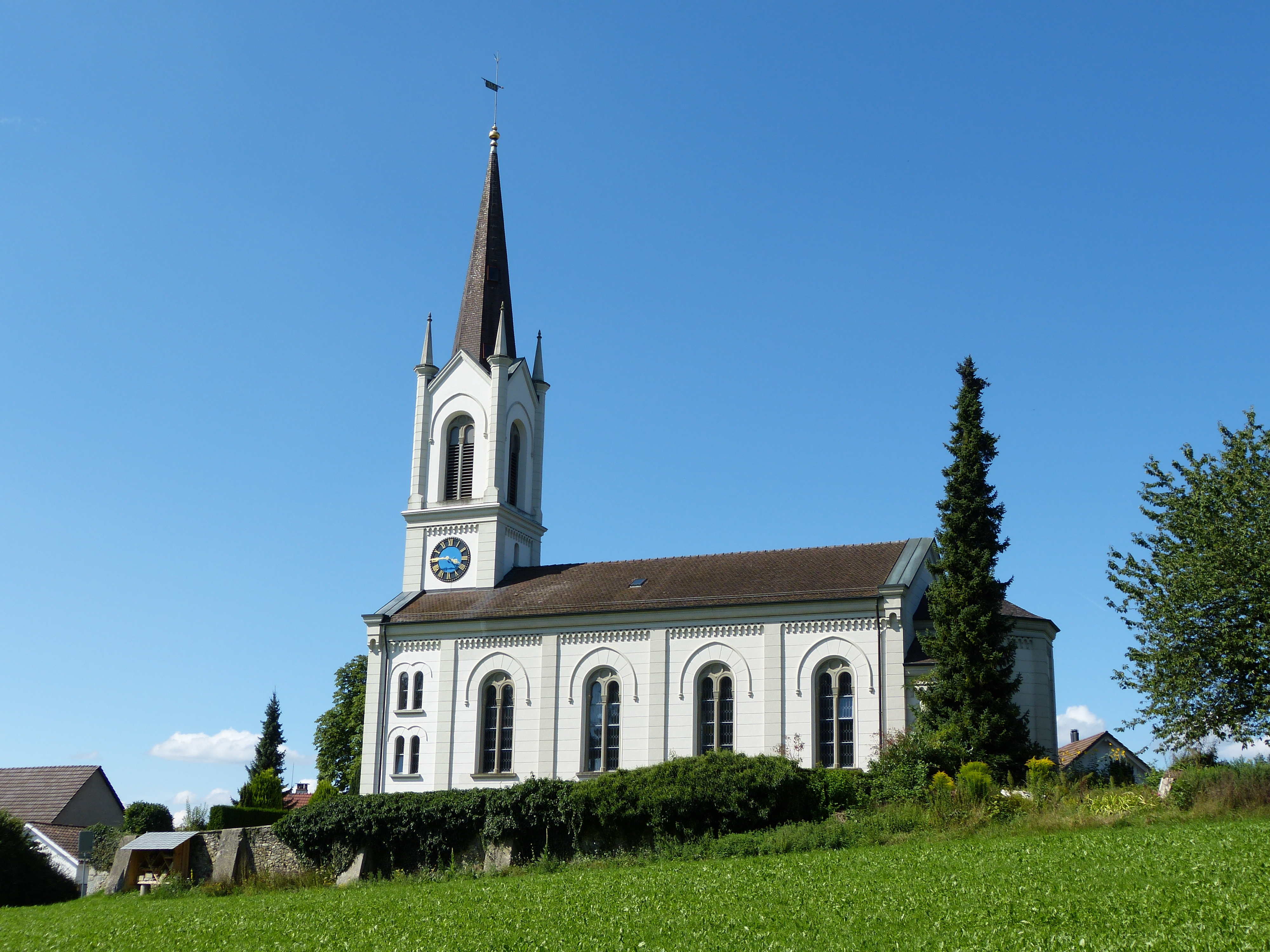
Evangelische Kirche
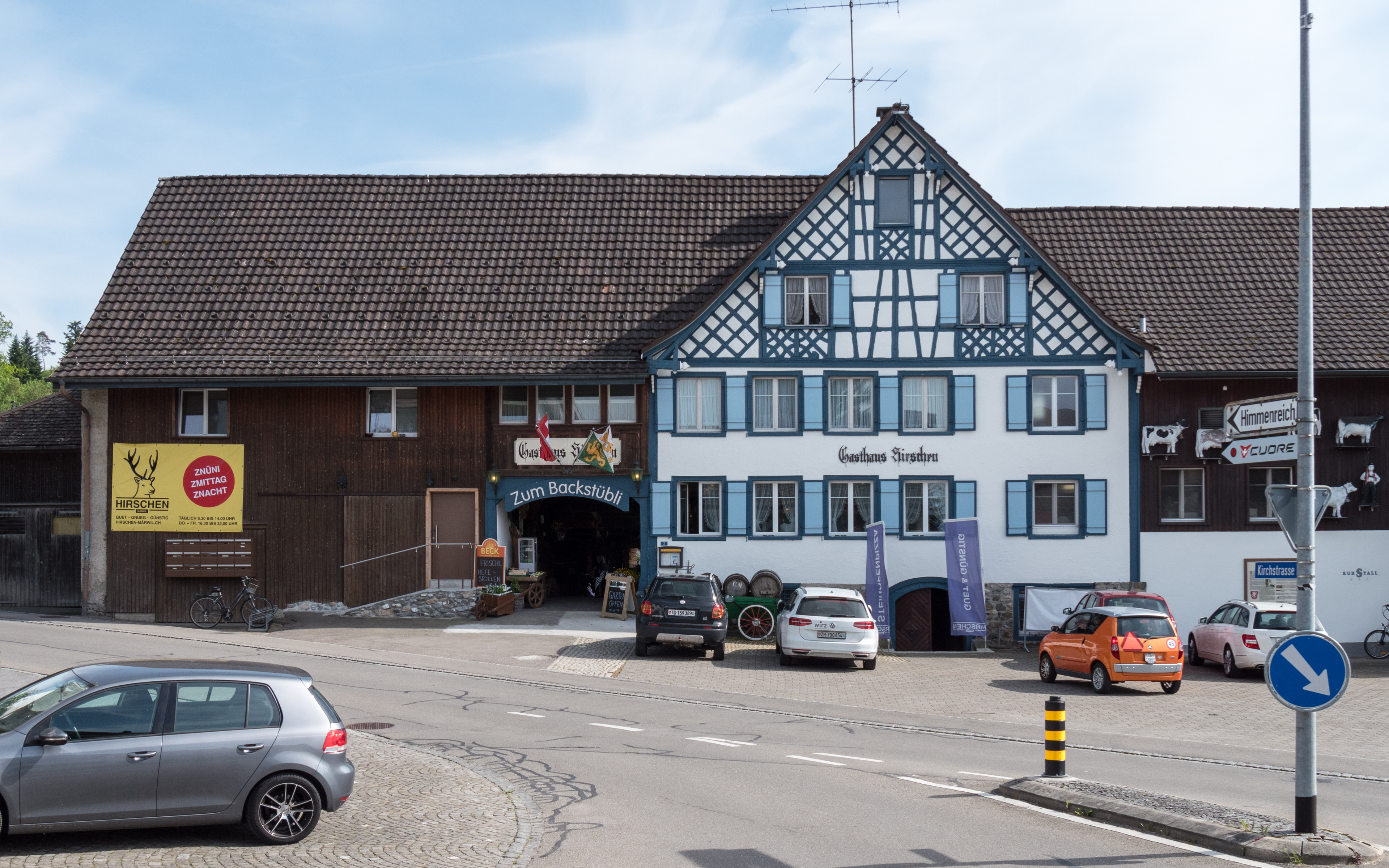
Gasthaus «Hirschen»
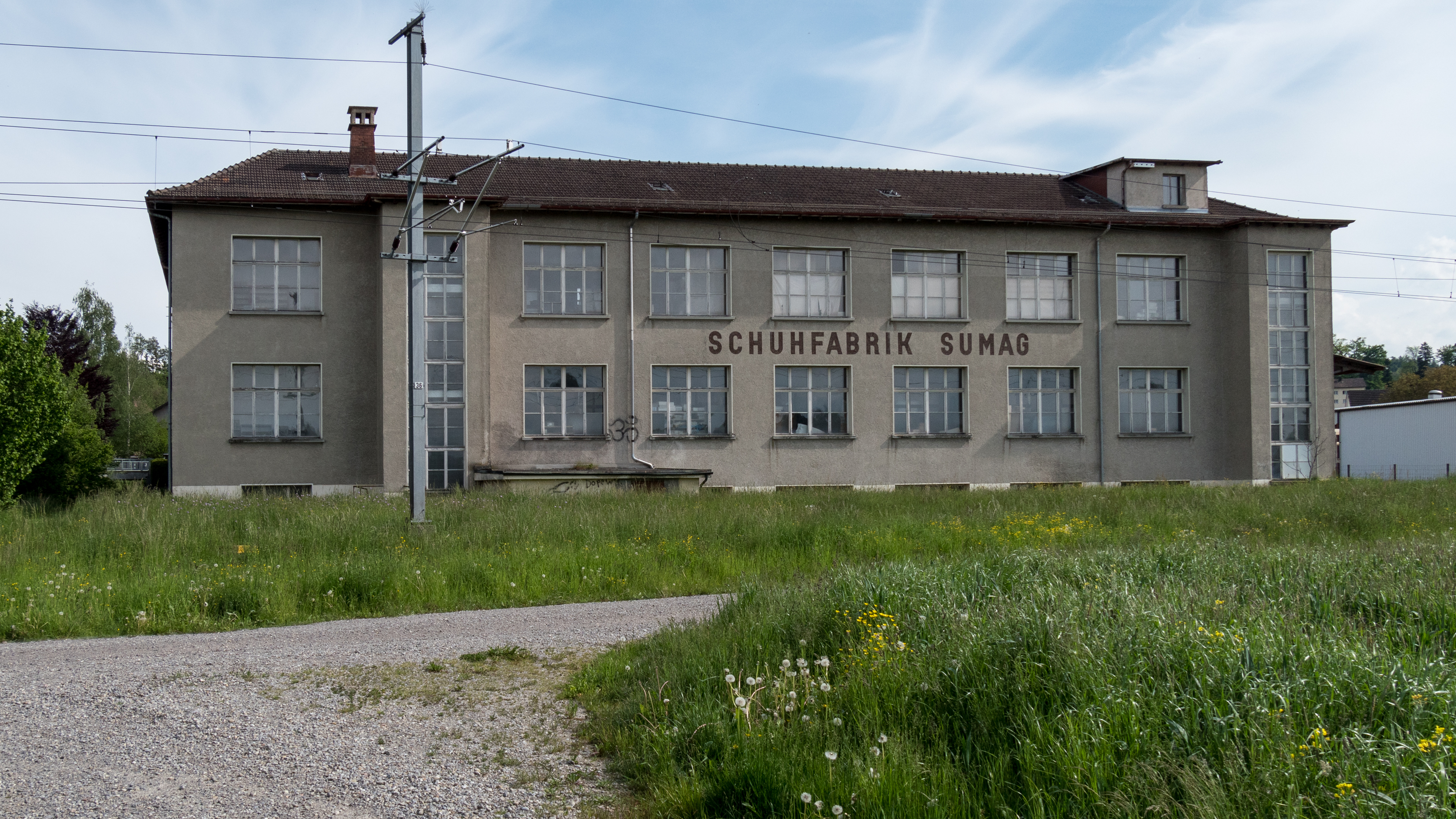
Ehemalige Schuhfabrik
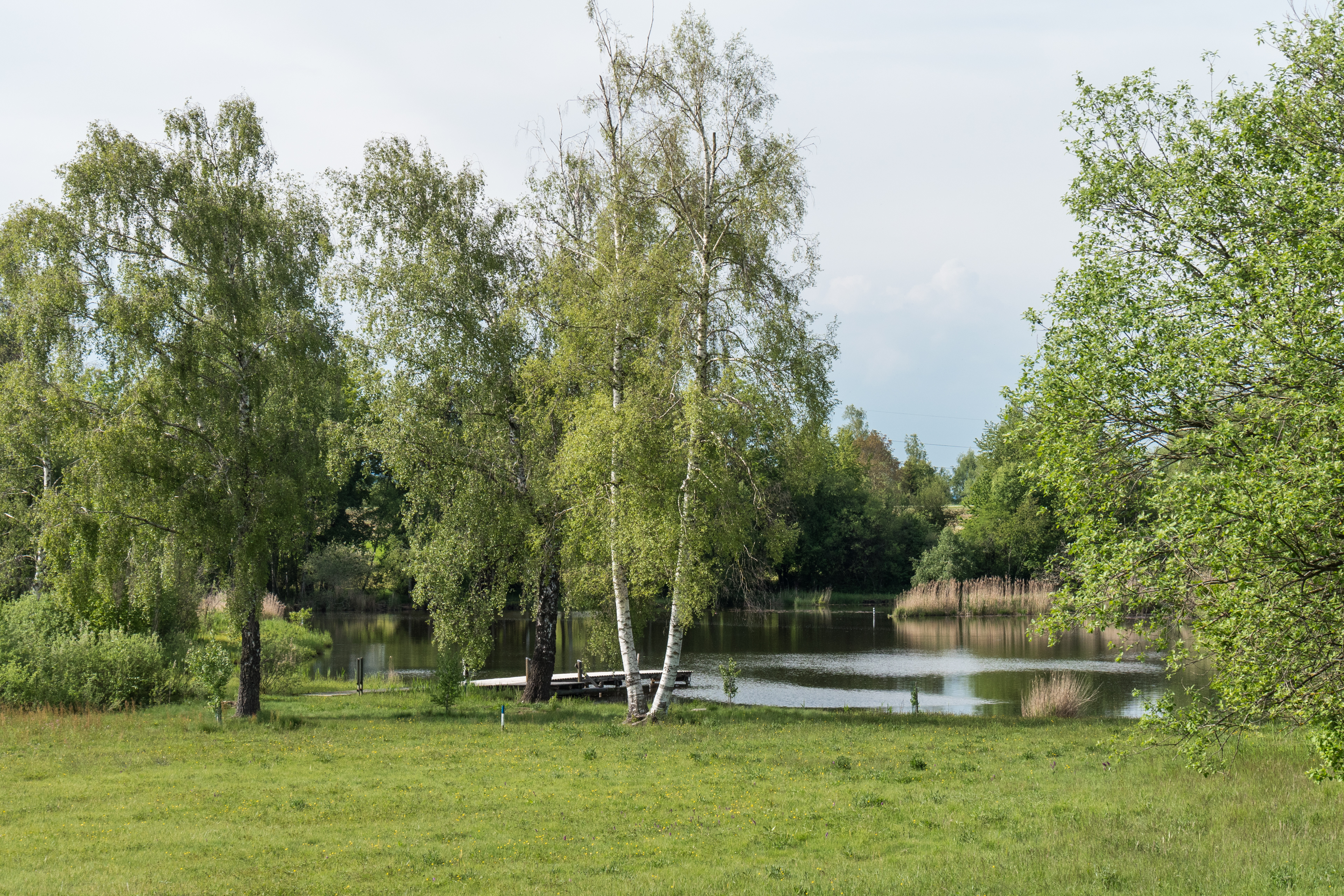
Märwiler Riet